# Haniska (powiat Preszów)
Haniska (węg. Eperjesenyicke) – dawna wieś (obec) na Słowacji położona w kraju preszowskim, w powiecie Preszów. Od 1971 r. w granicach miasta Preszowa.

## Położenie
Miejscowość położona jest na pograniczu Kotliny Koszyckiej i Wyżyny Szaryskiej, nad rzeką Torysą.

## Historia
Pierwsza pisemna wzmianka o miejscowości pochodzi z roku 1288.
Nad miejscowością wznosi się wzgórze Furča (305 m n.p.m.), na którym znajduje się monumentalny pomnik poświęcony uczestnikom wschodniosłowackiego powstania chłopskiego z 1831 r. (pomnik kultury narodowej).